# Barrage de Dagangshan
Le barrage de Dagangshan est un barrage dont la construction a débuté en 2008, dans le Sichuan en Chine sur le Dadu. Il est associé à une centrale hydroélectrique, dont la construction a démarré en 2010. Elle dispose de 4 turbines Francis de 650 MW, pour une puissance installée totalisant 2 600 MW. Le barrage est intégralement en service depuis la fin de l'année 2015.
Le projet a été mené par la China Guodian Corporation.

## Caractéristiques
Il s'agit d'un barrage-voûte à double courbure en béton, haut de 210 m et d'un volume de 3,82 millions de m3[réf. nécessaire]. Son épaisseur atteint 52 m à la base et 10 m en crête. Son sommet est à une altitude de 1135 m.
Le barrage de Dagangshan a une production électrique estimée à 11,45 TWh/an.